# Patholinguistik
Die Patholinguistik (altgriechisch πάθος pathos, deutsch ‚Leid‘) oder Sprachpathologie ist eine von Günter Peuser 1978 vorgeschlagene Bezeichnung für eine linguistische Teildisziplin, die das gesamte Gebiet der Sprach-, Stimm- und Sprechstörungen aus linguistischer Perspektive umfassen soll.
Gegenstand der Patholinguistik ist die gestörte Sprache, die ein Gebiet darstellt, auf dem mehrere Disziplinen wie die Neurologie, Phoniatrie, Psychologie und Pädagogik seit langem tätig sind. Daher ist es der Patholinguistik möglich, von den Ergebnissen dieser Forschungsgebiete auszugehen.
Von gestörter Sprache spricht man, wenn ein Kommunikationspartner bei einem Sprecher bzw. Schreiber (Hörer bzw. Leser) der gleichen Sprachgemeinschaft ein Verhalten wahrnimmt, das von den Normen und Varietäten der Gemeinschaft abweicht.
Die Patholinguistik hat das Ziel, das gesamte Gebiet der Sprachstörungen anhand von linguistischen Fallbeschreibungen aufzuarbeiten, und zwar unbeschadet der jeweiligen medizinischen, psychologischen oder pädagogischen Zuständigkeiten.
Gestörte Sprache umfasst damit in der Sicht der Patholinguistik sämtliche Störungen der Erwachsenen- und Kindersprache wie Schizophasie, Aphasie, Dysarthrie, Legasthenie, Rhinolalie, Sigmatismus etc. Man unterscheidet zunächst einmal zwischen Störungen der erworbenen Sprache (vollständiger oder partieller Verlust der Fähigkeit, die Sprache gemäß den gemeinen Normen zu gebrauchen) und Störungen des Spracherwerbs (Unfähigkeit eines Kindes, gemäß den Normen zu sprechen). Erstere, die Störungen des Sprachbesitzes, werden zudem noch einmal nach der Art der Verursachung (organisch oder nicht-organisch) unterschieden.
Im Sinne von Kauschke und Siegmüller beinhaltet der Patholinguistische Ansatz verschiedene Prinzipien:
- Prinzip der Entwicklungsorientierung: Ableitung der Therapieziele entwicklungslogisch aus dem psychologischen Spracherwerb
- Prinzip der Aktivierung: indem eigendynamischen Sprachlernprozesse, die bei SES-Kindern aufgrund eingeschränkter Verarbeitungskapazitäten nicht optimal funktionieren, durch die Therapie angestoßen werden
- Prinzip der dialogischen Einbettung: Therapie in natürlichen, motivierenden Dialogen -> so dass das Kind den kommunikativen Nutzen der Erweiterung seines Systems erkennt.
- Prinzip der Methodenvielfalt: Kombinationen von fünf verschiedenen direkten und indirekten Methoden, so dass gewährleistet ist, dass sprachliche Informationen in ausreichender Menge und Differenziertheit transportiert werden können.

## Zentrale Sprachstörungen
In der Patholinguistik werden zentrale Störungen des Sprachbesitzes sowie zentrale Störungen des Spracherwerbs unterschieden. Weiter unterteilt man diese in organisch und nicht-organisch bedingte Störungen.

### Sprachbesitz
Unter organisch bedingte zentrale Störungen des Sprachbesitzes fällt beispielsweise die Aphasie, die Agraphie, die Dysarthrie und Sprachstörungen bei seniler Demenz, Alzheimer-Krankheit, multipler Sklerose, Parkinson- und Wernicke-Korsakow-Syndrom, Epilepsie. Nicht-organisch bedingte Ursachen für eine zentrale Störung des Sprachbesitzes sind bei Gesunden Versprecher und sprachliche Ausfälle unter Stress, Müdigkeit oder Alkohol, wohingegen nicht-organisch begründbare Störungen bei Kranken erkennbar sind an psychotischen und neurotischen Sprachstörungen, Stottern, Schizophasie, Sprachstörungen im Traume etc.

### Spracherwerb
Untersucht man Sprachstörungen in Bezug auf den Spracherwerb lassen sich ebenfalls nicht-organisch bedingte Störungen (z. B. Sprachentwicklungsverzögerung, primäre Legasthenie, Mutismus) und organisch bedingte Störungen (z. B. Sprachentwicklungsbehinderung, sekundäre Legasthenie, Sprachstörungen bei Oligophrenie, Down-Syndrom) differenzieren.

## Periphere Sprachstörungen
Des Weiteren existieren nach Peuser sogenannte periphere Störungen.

### Sprachbesitz
Periphere Störungen des Sprachbesitzes sind z. B. Sprachbehinderung durch erworbene Schwerhörigkeit, nach Laryngektomie etc.

### Spracherwerb
Unter peripheren Störungen des Spracherwerbs versteht man Sprachentwicklungsbehinderungen durch (angeborene) Gehörlosigkeit oder Blindheit, Rhinolalie, Palatolalie.

## Beispiel: Störung der Lexeme
Diese Art von Störung ist auch unter dem Begriff der „Wortfindungsstörung“ bekannt. Das heißt, ein Sprecher versucht eine Lücke, die in seiner Redekette entsteht, durch Ersatzwörter zu vertuschen in dem Vertrauen darauf, dass der Kontext das Gemeinte hinreichend verdeutlicht. Wenn nun kein Wort einfällt, wird in der Rede kurz pausiert in der Hoffnung auf eine Art Selbstdeblockierung oder dem hilfreichen Einwurf des Gesprächspartners. Schließlich füllt der Sprecher dann diese Pause mit Erklärungen oder Fragen. Dieselbe Strategie findet sich bei kranken Sprechern wieder.

### Veranschaulichung
Beispiel: Ein 45-jähriger Musiker leidet unter einer amnestischen Aphasie nach Schädelhirntrauma
Normalsprechender (N): und wie war es dann mit Ihrer Sprache/als Sie wieder zu sich kamen?
Aphasiker (A): konnt überhaupt nicht mehr sprechen/

N: die Sprache war ganz/weg/
A: war ga/war ganz weg// der/da/bis darunter war a/alles// wie sagt man da...?/

N: Sie zeigen den rechten Arm und das rechte Bein/das war alles/äh/ ...//
A: das war nicht/also/es war nicht besser/äh// konnt es nicht mehr be/nicht mehr bewegen//

N: es war alles gelähmt?/
A: gelähmt alles/ja/.../

### Erläuterung
Der Patient arbeitet hier mit einer Pause, Frage und Periphrase („konnt es nicht mehr bewegen“ statt „das war alles gelähmt“).